# Stazione di Varedo
Stazione di Varedo vasútállomás Olaszországban, Lombardia régióban, Varedo településen.

## Vasútvonalak
Az állomást az alábbi vasútvonalak érintik:
- Milánó–Asso-vasútvonal

## Kapcsolódó állomások
A vasútállomáshoz az alábbi állomások vannak a legközelebb:
- Stazione di Palazzolo Milanese
- Stazione di Bovisio Masciago-Mombello